# Eduard Cuypers (priester)

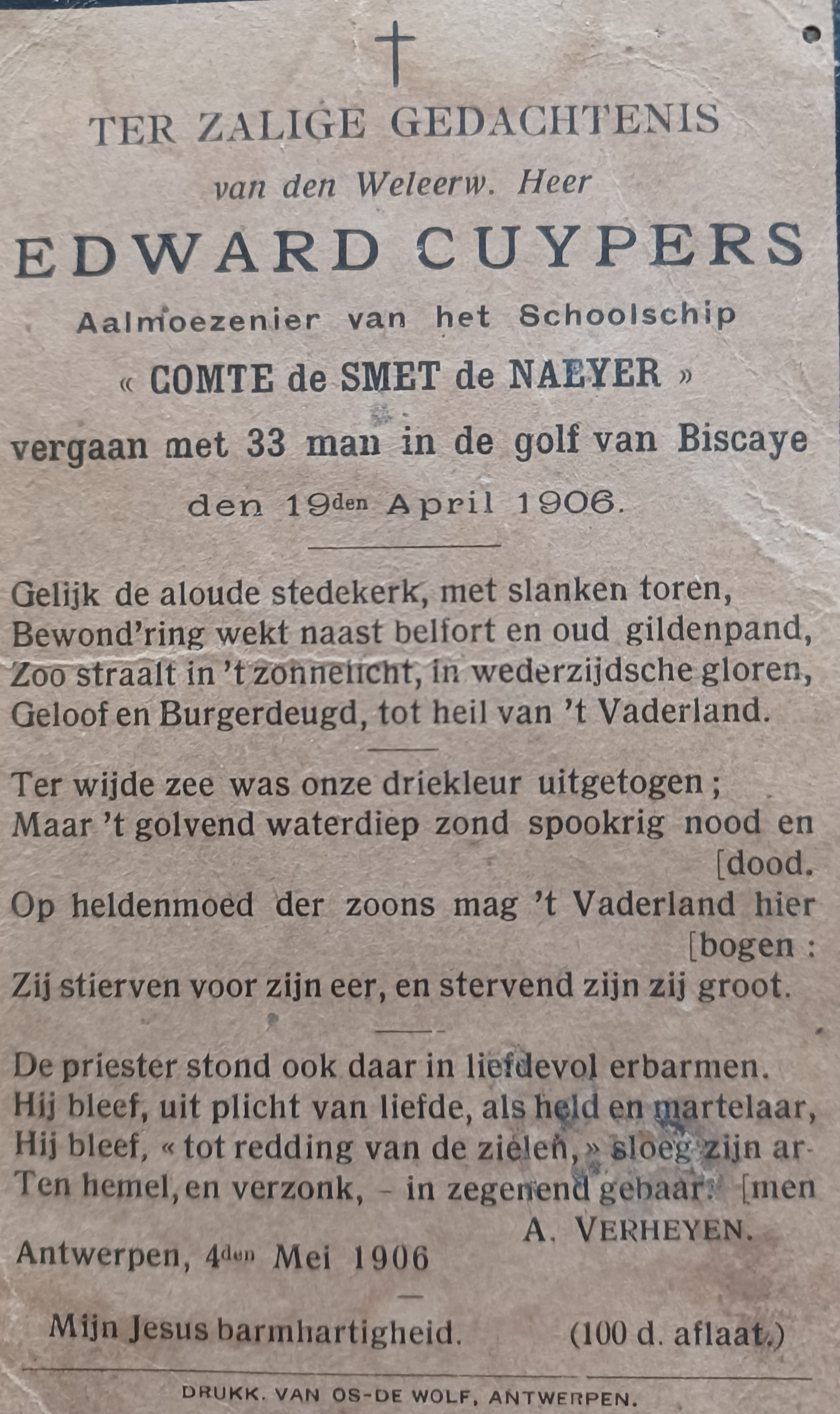

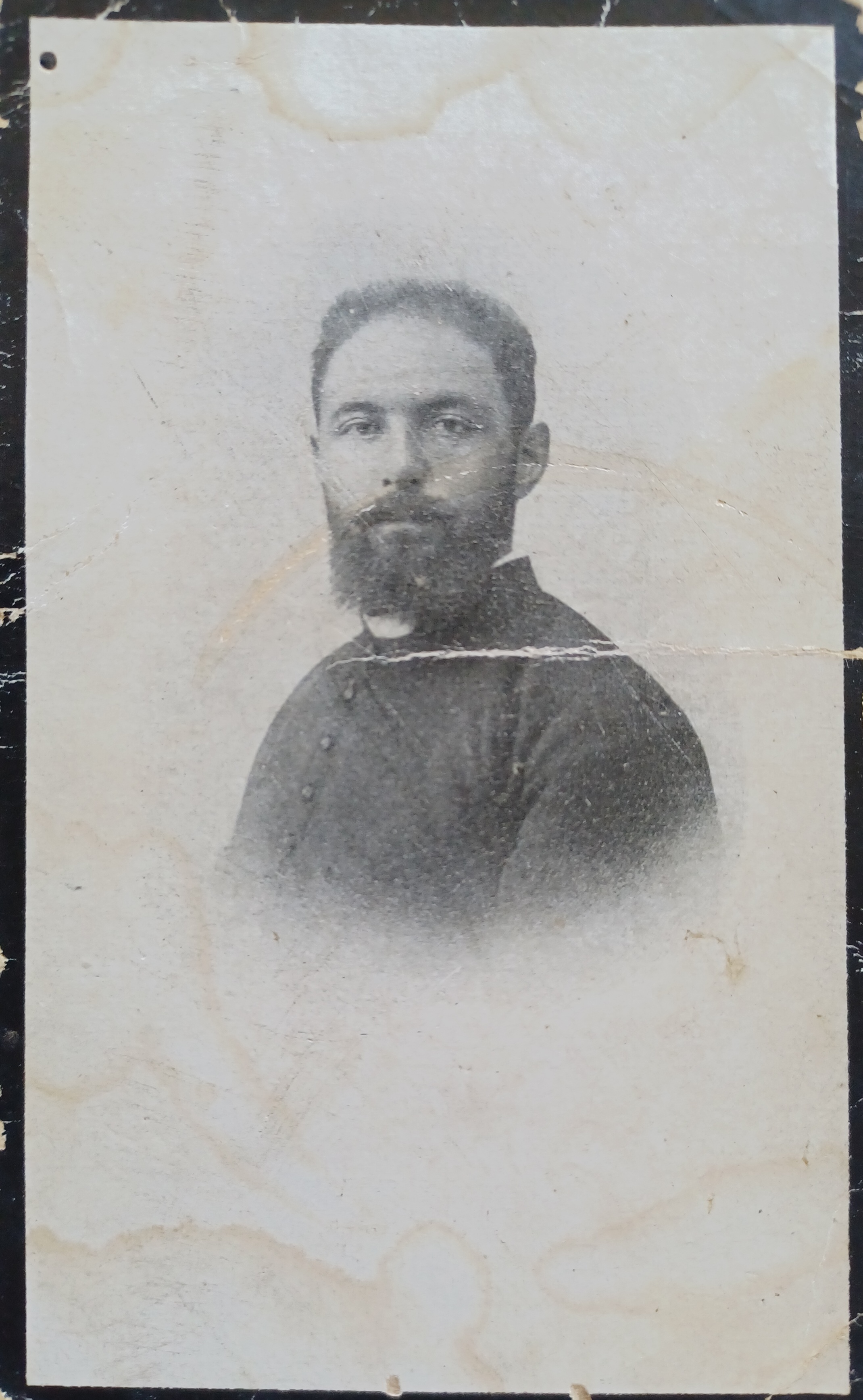
Bidprentje Edward Cuypers

Eduard F. Cuypers (Stabroek, 13 maart 1872 - Golf van Biskaje, 18 april 1906) was een Belgisch priester en aalmoezenier aan boord van het schoolschip Comte de Smet de Naeyer toen hij schipbreuk leed.
Cuypers volgde humaniora in het Klein Seminarie te Hoogstraten en vervolgens zijn priesteropleiding te Mechelen. Op 4 april 1896 werd hij tot priester gewijd en ging aan het werk als leerkracht te Antwerpen in het St-Jan-Berchmanscollege.
In 1905 werd hij door de Belgische regering aangesteld om de landgenoten op hun reizen naar het Verre Oosten te beschermen.
Tijdens de tweede reis van de Comte de Smet de Naeyer was hij een van de 33 opvarenden die de ramp niet overleefden.
Een parochiaal centrum dat recht tegenover zijn ouderlijk huis werd gebouwd werd naar hem genoemd.